# Fiat 501
Fiat 501 este un model de automobil produs de constructorul italian FIAT între anii 1919 și 1925.
Acest automobil a fost proiectat la sfârșitul primului război mondial de avocatul Carlo Cavalli și a intrat în producție la mijlocul anului 1919, înlocuind modelul Fiat 70, care, la rândul său, succedase modelului Fiat Zero (1913–1915). Fiat 70 fusese produs aproape exclusiv în versiune militară, destinată Armatei Regale Italiene, între anii 1915 și 1919.
Lansarea comercială a modelului 501 a avut loc în noiembrie 1919, fiind disponibil inițial doar în varianta torpedo cu 4 uși și la un preț de 32.000 de lire. În total, au fost produse aproape 70.000 de unități, un adevărat record pentru acea perioadă. Fabricarea acestui model s-a încheiat în 1925. Automobilul era echipat cu un motor cu patru cilindri, având o capacitate de 1.460 cm³, care genera o putere de 23 CP la 2.600 rpm. Viteza maximă era de 70 km/h.
Alte 2.614 unități au fost echipate cu motorul 101 S, care oferea o putere suplimentară de 3,5 CP și atingea 3.000 rpm. Printre posesorii renumiți ai modelului Fiat 501 s-a numărat regina Alexandrina a Danemarcei.
Acest model are o importanță deosebită, deoarece a reprezentat răspunsul Fiat la încercarea americană de a pătrunde pe piața europeană prin intermediul companiei Ford. În 1919, nu doar Italia, ci și celelalte națiuni europene treceau printr-o perioadă economică dificilă. În acest context, americanul Henry Ford intenționa să cucerească piața auto europeană prin modelul său Model T. Constructorii europeni au fost nevoiți să dezvolte modele competitive, iar Fiat 501 (alături, de exemplu, de modelul francez Citroën 10HP Tip A) a fost unul dintre acestea. 